# Majiabang-Kultur
Die Majiabang-Kultur (chinesisch 馬家浜文化 / 马家浜文化, Pinyin Mǎjiābāng wénhuà, englisch Majiabang Culture) ist eine neolithische Kultur in China. Sie war am Unterlauf des Jangtsekiang und im Einzugsgebiet des Sees Tai Hu verbreitet. Sie wurde nach der 1959 entdeckten Majiabang-Stätte bei der Stadt Jiaxing 嘉兴市, Provinz Zhejiang, benannt. Elemente der Hemudu-Kultur wurden von ihr weiterentwickelt. Nach der Radiokohlenstoffmethode wird sie auf ungefähr 4750–3700 v. Chr. datiert.
Das Wirtschaftsleben bestand hauptsächlich aus Landwirtschaft, es wurde Xian-Reis (Oryza sativa subsp. hsien) (ein langkörniger glutinöser Reis) angebaut, auch  Schweine, Hunde und andere Haustiere wurden gezüchtet, Fischfang und Jagd waren ebenfalls entwickelt. 
Die Majiabang-Stätte (chinesisch 马家浜遗址, Pinyin Majiabang yizhi, englisch Majiabang Site) steht seit 2001 auf der Liste der Denkmäler der Volksrepublik China in Zhejiang (5-40).